# Awib Dorsa
Gli Awib Dorsa sono una formazione geologica presente sulla superficie di Tritone, il principale satellite naturale di Nettuno; il loro nome deriva dal termine che, nei linguaggi Nama e Bushman, significa pioggia.